# Día Internacional de los Voluntarios
El Día Internacional de los Voluntarios es una celebración anual que tiene lugar el 5 de diciembre desde 1986, proclamado por la Asamblea General de las Naciones Unidas en 1985.

## Proclamación
El Día Internacional de los Voluntarios para el Desarrollo Económico y Social, más comúnmente conocido como Día Internacional de los Voluntarios, fue proclamado por la Asamblea General de las Naciones Unidas el 17 de diciembre de 1985. Esta jornada fue establecida con el objetivo de reconocer y promover la contribución significativa de los voluntarios a nivel global, alentando a los gobiernos a adoptar medidas para aumentar la conciencia sobre la importancia del voluntariado y estimulando a más personas a ofrecer sus servicios tanto dentro como fuera de sus países. En 1997, la Asamblea General proclamó 2001 como el Año Internacional de los Voluntarios, con el fin de mejorar el reconocimiento de los voluntarios, facilitar su labor, crear redes de comunicación y promover los beneficios del servicio voluntario. En respuesta a experiencias y recomendaciones, en 2012 el programa de Voluntarios de las Naciones Unidas (VNU) impulsó una estrategia quinquenal para hacer el Día Internacional de los Voluntarios más reconocido a nivel global y de propiedad comunitaria.

## Celebración
Se celebra cada 5 de diciembre y se celebra anualmente desde 1986. Este celebración ofrece una oportunidad para que las organizaciones involucradas en el voluntariado y los voluntarios individuales promuevan el voluntariado, alienten a los gobiernos a apoyar los esfuerzos voluntarios y reconozcan las contribuciones de los voluntarios al logro de los Objetivos de Desarrollo Sostenible (ODS) a nivel local, nacional e internacional. Las actividades de este día incluyen eventos organizados por el Programa de los Voluntarios de las Naciones Unidas (VNU), gobiernos, ONG y otros asociados para destacar las contribuciones de los voluntarios, hacia metas como la lucha contra la pobreza, el hambre, la enfermedad, la degradación medioambiental y la discriminación de género. La celebración también incluye la convocatoria y lanzamiento del Premio de Voluntariado en Línea por parte del VNU, que reconoce las contribuciones de los voluntarios en línea hacia los ODS, demostrando cómo el voluntariado puede fortalecer la capacidad de las organizaciones y contribuir al desarrollo y la paz. Este premio incluye una votación global para elegir a los ganadores destacados, resaltando el impacto del voluntariado digital.

## Temas
- 2009: Voluntarios por nuestro planeta[8]
- 2010: CUÉNTALO: Voluntarios por los ODM[9]
- 2011: Año Internacional de los Voluntarios - 10º Aniversario[10][11]
- 2011: RIO+20 el futuro que queremos[12]
- 2012: ¡Celebremos el voluntariado![13]
- 2013: Juventud. Global. Activa.[14]
- 2014: ¡Haz que suceda, sé voluntario/a![15]
- 2015: El mundo cambia. ¿Y tú? ¡Hazte voluntario/a![16]
- 2016: Aplauso Global - da una mano a los voluntarios/as[17]
- 2017: ¡Los voluntarios/as actúan primero. Aquí. En todas partes![18]
- 2018: Volunteers build Resilient Communities,  ('Los voluntarios construyen comunidades resilientes')[19]
- 2019: ¡Haz voluntario por un futuro inclusivo![20]
- 2020: Con voluntariado es posible[21]
- 2021: Por las generaciones de Mañana, debemos trabajar ahora para construir un futuro mejor[22]
- 2022: La solidaridad a través del voluntariado[23]
- 2023: Si todo el mundo actuara[24]